# Willi Sawall
Willi Sawall (Willi Alfred Sawall; * 7. November 1941) ist ein ehemaliger australischer Geher.
Bei der Leichtathletik-Weltmeisterschaft 1976 in Malmö kam er im 50-km-Gehen auf den 22. Platz. 1978 gewann er bei den Commonwealth Games in Edmonton Silber im 30-km-Gehen.
Bei den Olympischen Spielen 1980 in Moskau wurde er im 50-km-Gehen Achter.
1982 wurde er bei den Commonwealth Games in Brisbane Vierter im 30-km-Gehen, und 1983 kam er bei den Leichtathletik-Weltmeisterschaften in Helsinki im 20-km-Gehen auf den 30. Platz.
Bei den Olympischen Spielen 1984 in Los Angeles belegte er im 20-km-Gehen Rang 16 und gab im 50-km-Gehen nach 15 km auf.
1986 wurde er bei den Commonwealth Games in Edinburgh Fünfter im 30-km-Gehen, und 1987 kam er bei den Weltmeisterschaften in Rom im 50-km-Gehen auf den 26. Platz.

## Persönliche Bestzeiten
- 20 km Gehen: 1:21:36 h, 4. Juli 1982, Melbourne
- 30 km Gehen: 2:08:01 h, 16. Mai 1982, Melbourne
- 50 km Gehen: 3:46:34 h, 6. April 1980, Adelaide